# Proteleia burtoni
Proteleia burtoni är en svampdjursart som beskrevs av Koltun 1964. Proteleia burtoni ingår i släktet Proteleia och familjen Polymastiidae. Inga underarter finns listade i Catalogue of Life.